# 함주군
함주군(咸州郡)은 조선민주주의인민공화국 함경남도 중부에 있는 군이다.

## 지리
동쪽으로 함흥시, 북쪽으로 영광군, 남쪽으로 정평군과 접한다. 북서쪽의 랑림산맥 노란봉이 가장 높은 지대이며, 성천강이 흐른다. 남동쪽은 동해와 접하는데, 동해안과 맞닿는 지역을 제외하면 대체로 산으로 이루어져 있다.
함주군은 추운 지방이나 랑림산맥과 부전령산맥이 푄 현상을 일으켜 같은 위도의 서해안 지대보다 평균 기온은 오히려 높다.

## 역사
현재의 함주군은 1952년에 재편된 구역을 바탕으로 한다.
대한제국과 일제강점기에는 함경남도에 속했다. 1930년 함흥군 함흥면이 함흥부로 승격되면서, 함흥군은 함주군으로 개칭되었다.
1941년 4월 1일 주서면 일부 등을 함흥부에 편입하고, 삼평면 일부 등을 흥남읍에 편입하였다.
| 조선총독부령 제84호 |             |
| 구 행정구역 | 신 행정구역 |
| 함주군 주서면 서상리, 신상리, 흥도리, 구억리, 십이리, 풍호리                                                                          | 함흥부 일부 |
| 운남면 당북리, 당흥리, 대흥리, 련봉리, 중리, 자흥리, 풍동리, 운곡리, 초흥리, 동흥리, 신흥리, 보고리, 인흥리, 신보리, 중보리, 상보리   | 함흥부 일부 |
| 동천면 하수리, 상수리, 부평리, 회양리, 경흥리, 심동리                                                                                 | 함흥부 일부 |
| 정평군 선덕면 | 함주군 일부 |
| 조선총독부령 제85호 |             |
| 구 행정구역 | 신 행정구역 |
| 운남면 관서리, 상수리, 관대리, 수동리, 중수리, 수변리, 구탄리, 호상리, 룡련리, 룡성리, 호남리, 뉴전리, 신성리, 차인리, 창동리, 중흥리 | 흥남읍 일부 |
| 삼평면 풍부리, 상부리, 동변리, 동오리, 송오리, 수동리, 완풍리, 송흥리, 흥덕리, 대흥리, 송정리                                         | 흥남읍 일부 |
1944년 함주군 흥남읍, 운남면이 흥남부로 승격, 분리되었다.
1974년 함주군 함주읍과 그 주변이 함흥시로 편입되고 흥상군이 폐지되면서 흥상군 전체를 흡수했다. 흥상읍은 함주읍으로 바뀌었다.

## 경제
평야 지대에서는 논농사를 짓고, 콩이나 감자, 채소 등 밭농사를 짓는 곳도 있다. 양잠업과 가축 기르기도 널리 행해지며 해안 지대에서 어업도 이루어진다. 광업으로는 철광과 적동광이 있다.

## 교통
철도는 평라선이 지난다.

## 행정 구역
함주군은 1읍과 36리로 구성되어있다.
- 함주읍 (咸州邑)
- 고양리 (高陽里)
- 구상리 (九上里)
- 동봉리 (東峰里)
- 동암리 (東岩里)
- 동원리 (東元里)
- 련지리 (連地里)
- 련포리 (連浦里)
- 로동리 (蘆洞里)
- 룡안리 (龍安里)
- 부흥리 (富興里)
- 붉은별리
- 상중리 (上中里)
- 송정리 (松亭里)
- 수동리 (水東里)
- 수흥리 (洙興里)
- 신경리 (新京里)
- 신덕리 (新德里)
- 신상리 (新上里)
- 신성리 (新成里)
- 신하리 (新下里)
- 운동리 (雲東里)
- 운봉리 (雲峰里)
- 원동리 (元東里)
- 재안리 (在安里)
- 조양리 (朝陽里)
- 주서리 (州西里)
- 지석리 (支石里)
- 천원리 (川原里)
- 추상리 (楸上里)
- 포구리 (浦口里)
- 포항리 (浦項里)
- 풍성리 (豊成里)
- 풍송리 (豊松里)
- 항수리 (項水里)
- 흥봉리 (興豊里)
- 흥서리 (興西里)

## 같이 보기
- 함주군 (대한민국)
- 동북 9성